# Oberhoffen-lès-Wissembourg
Oberhoffen-lès-Wissembourg je občina v departmaju Bas-Rhin francoske regije Alzacija.
Leta 2011 je v občini živelo 320 oseb oz. 106 oseb/km².